# Maja Walentinowna Ussowa
Maja Walentinowna Ussowa (russisch Майя Валентиновна Усова; * 22. Mai 1965 in Gorki) ist eine ehemalige russische Eiskunstläuferin, die im Eistanz für die Sowjetunion, das Vereinte Team und Russland startete.

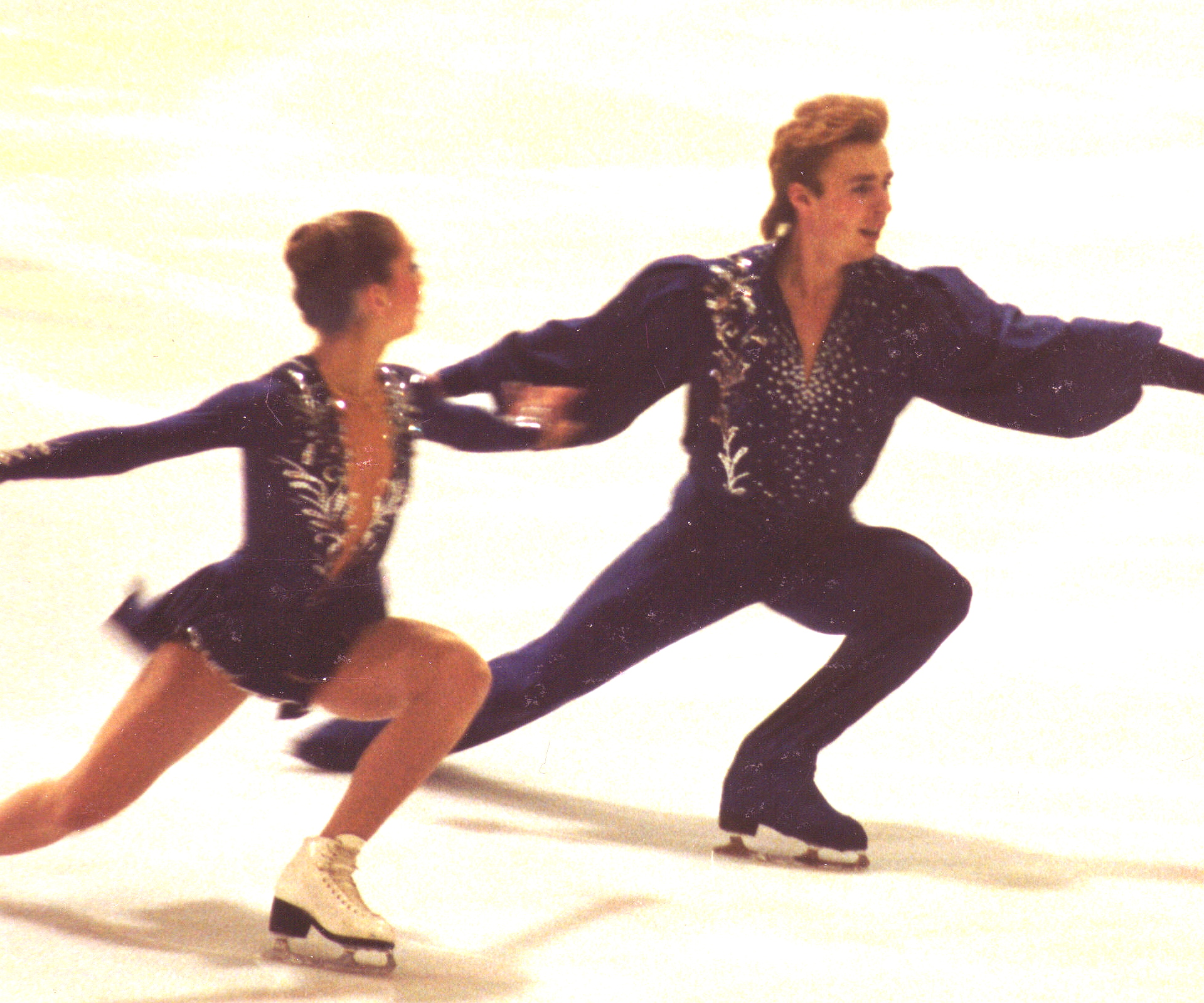
Maja Ussowa und Alexander Schulin beim Schaulaufen in West-Berlin 1989

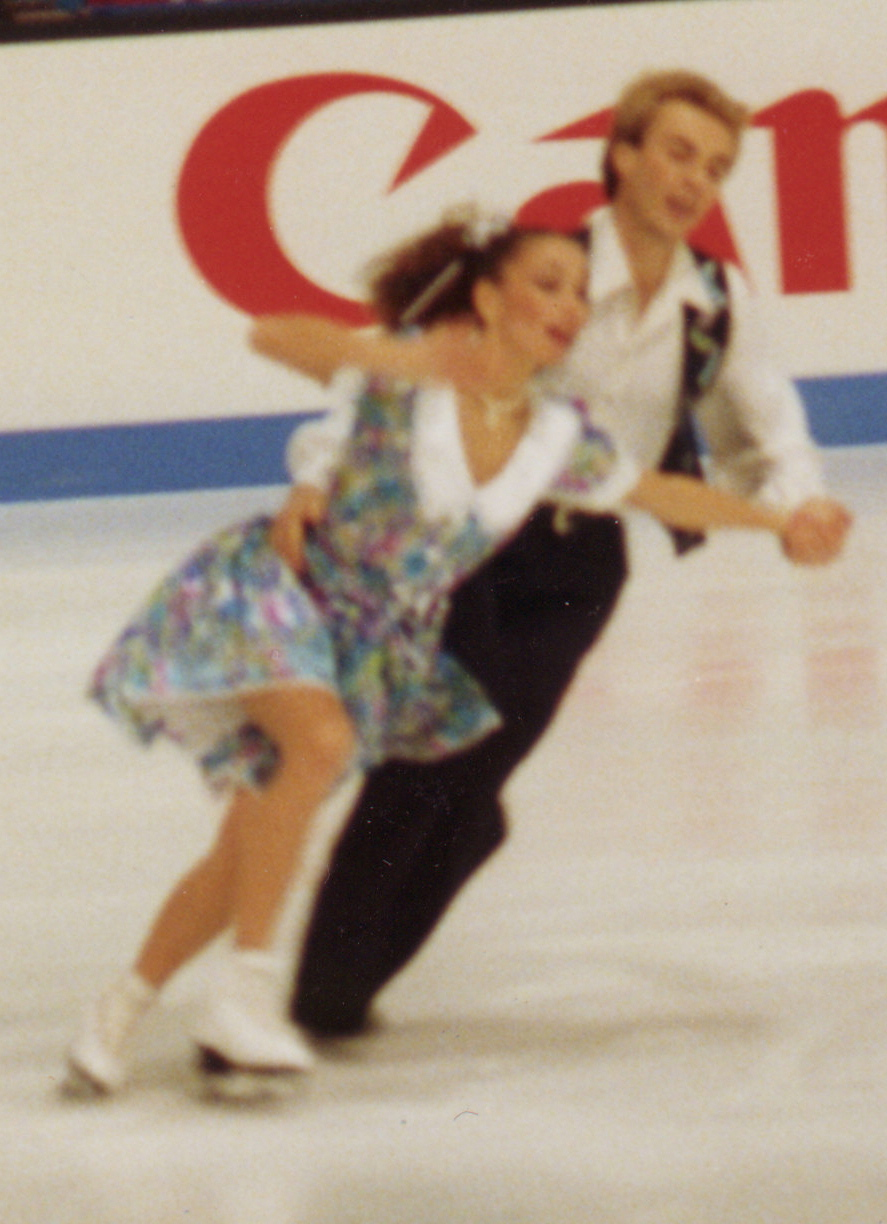
Maja Ussowa und Alexander Schulin bei der Kür der Europameisterschaft 1994 in Kopenhagen

Ussowa begann im Alter von acht Jahren mit dem Eislaufen. Ihr Eistanzpartner war Alexander Schulin; ihre Trainerin war Natalja Dubowa. Im Zeitraum von 1989 bis 1994 gewann das Paar bei allen international bedeutenden Meisterschaften, bei denen sie antraten, eine Medaille. 1993 wurden sie in Helsinki Europameister und in Prag Weltmeister. Auch bei ihren beiden Teilnahmen an Olympischen Spielen standen Ussowa und Schulin auf dem Podium. 1992 in Albertville errangen sie die Bronzemedaille und 1994 in Lillehammer die Silbermedaille. Das Paar heiratete noch während ihrer Amateurkarriere im Jahr 1986. Die Ehe wurde jedoch aufgrund von Schulins Affäre mit Oxana Grischtschuk geschieden.
Maja Ussowa und Alexander Schulin beendeten 1994 ihre Amateurkarriere, wurden Profis, traten bei Eisshows auf und gewannen diverse Profiwettbewerbe. Nach der Scheidung von Alexander Schulin fand ein Tausch der Tanzpartner statt. Alexander Schulin lief fortan mit Oxana Grischtschuk, während Maja Ussowa seit dem 3. August 1998 zusammen mit Jewgeni Platow auftrat.
Von 2002 bis 2004 unterstützte Maja Ussowa Tatjana Tarassowa bei Choreografien. 2004 war sie an der Choreografie der Programme von Johnny Weir beteiligt. Ussowa arbeitet heute als Trainerin in Mount Laurel, New Jersey. Sie ist verheiratet und hat eine Tochter, die 2010 zur Welt kam.

## Ergebnisse

### Eistanz
(mit Alexander Schulin)
| Wettbewerb / Jahr           | 1984 | 1985 | 1986 | 1987 | 1988 | 1989 | 1990 | 1991 | 1992 | 1993 | 1994 |
| --------------------------- | ---- | ---- | ---- | ---- | ---- | ---- | ---- | ---- | ---- | ---- | ---- |
| Olympische Winterspiele     |      |      |      |      |      |      |      |      | 3.   |      | 2.   |
| Weltmeisterschaften         |      |      |      |      |      | 2.   | 3.   | 3.   | 2.   | 1.   |      |
| Europameisterschaften       |      |      |      |      | 4.   | 2.   | 2.   | 3.   | 2.   | 1.   | 3.   |
| Sowjetische Meisterschaften | 2.   |      | 3.   | 3.   | 3.   | 2.   | 2.   | 1.   |      |      |      |